# Samo smeh nas lahko reši
Samo smeh nas lahko reši je zbirka esejev slovenskega pisatelja Miha Mazzinija. V njej je izbor besedil, ki jih je avtor kot kolumne objavljal na portalu Planet Siol.net v letih od 2012 do 2014.
Knjiga je izšla leta 2014. Vsebina knjige je v celoti dostopna na portalu Siol.